# Vitrinella filifera
Vitrinella filifera är en snäckart som beskrevs av Henry Augustus Pilsbry och McGinty 1946. Vitrinella filifera ingår i släktet Vitrinella och familjen Vitrinellidae. Inga underarter finns listade i Catalogue of Life.